# Kagurargus
Kagurargus kikuyai es una especie de araña araneomorfa de la familia Linyphiidae. Es el único miembro del género monotípico Kagurargus.

## Distribución
Se encuentra en  Japón.